# Мајдан (Мркоњић Град)
Мајдан је насељено мјесто у општини Мркоњић Град, Република Српска, БиХ. Према попису становништва из 2013. године, у насељу је живјело 465 становника.

## Географија
Мајдан се налази на путу Бихаћ-Јајце у оквиру истоимене мјесне заједнице.

## Историја
На подручју села постоји базилика из 5. вијека, на чијим зидовима су откривени фрагменти фреско украса. Висарион Сарај је овде рођен.

## Становништво
Према службеном попису становништва из 1991. године, село Мајдан је имало 946 становника. Срби су чинили око 43% од укупног броја становника, а већинско становништво су били Хрвати.
Мајдан се данас налази у оквиру истоимене мјесне заједнице, која је 1991. године имала 1.774 становника.
| Демографија- | Демографија- | Демографија- |
| Година       | Становника   | Становника   |
| ------------ | ------------ | ------------ |
| 1948.        | 1.994        |              |
| 1953.        | 0            |              |
| 1961.        | 538          |              |
| 1971.        | 994          |              |
| 1981.        | 1.047        |              |
| 1991.        | 946          |              |
| 2013.        | 465          |              |